# Adrien Badin
Pour les articles homonymes, voir Badin.
Adrien Badin (1872-1917) est un ingénieur et industriel français qui a dirigé le groupe d'aluminium Pechiney dans les années précédant la Première Guerre mondiale.

## Biographie
Né le 31 décembre 1872 à Modane (Savoie), diplômé en 1893 de l'école des Mines de Saint-Étienne, il est d'abord ingénieur principal de l'usine de Salindres du groupe d'aluminium Pechiney, dont il devient ensuite le sous-directeur en 1903, puis le directeur général en 1906,. En 1906, il fait construire l'usine d'aluminium de Saint-Jean-de-Maurienne, mise en marche l'année suivante.
En 1910, il crée la Société Générale des Nitrures, qui dispose de la licence exclusive des brevets concernant l'alumine pour tous les pays, excepté les États-Unis, concédée exclusivement en échange de l'adhésion à un syndicat international de l'aluminium constitué en 1912. Il s'agit de la mise en valeur des brevets et procédés du chimiste tchèque, Ottokar Serpek, permettant la production simultanée de l'alumine pure et de l'ammoniaque par l'emploi du nitruré d'aluminium. Le projet prévoit que la vente du sulfate d'ammoniaque, utilisé comme engrais, couvre presque entièrement les frais de fabrication de l'alumine. L'idée est alors de diversifier les zones de production, en s'installant près de grandes régions agricoles.
Dans le sillage de ce grand projet, Adrien Badin est aussi l'initiateur de l'implantation d'une usine de production d'aluminium dans le sud-est États-Unis, pour concurrencer l'Aluminium Company of America. En août 1912, il fonde la « Southern Aluminium Co » à Whitney, près de Salisbury (Caroline du Nord), après avoir acheté des propriétés et chutes d'eau. C'est en sa mémoire qu'a été donné le nom de Badinville à l'usine et à ses cités d'habitations ouvrières. 
Malgré l'intérêt pour l'aviation de l'emploi d'engins motorisés en métal léger, l'aluminium fut pénalisé  par le fait que les usines électrochimiques bien situées dans les Alpes furent orientées vers la fabrication d'autres produits urgents : explosifs, ferro-alliages, carbure de calcium fournissant l'acétylène, etc. Aux États-Unis, l'entrée en guerre, retardée à l'année 1917 n'a pas permis au projet Badinville de réussir à temps. L'Aluminium Company of America décida ensuite de reprendre l'entreprise française créée spécialement pour ce projet.
Il est maire de Salindres de 1904 à sa mort.